# Live (Status Quo)
Live! är ett dubbelt livealbum av Status Quo inspelat på Apollo Theatre i Glasgow 27-29 oktober 1976 och utgivet 1977.

## Låtlista
Sida ett
1. "Junior's Wailing" (White/Pugh) - 5:21
  - Sång: Alan Lancaster
2. "Backwater/Just Take Me" (Parfitt/Lancaster//Parfitt/Lancaster) - 8:08
  - Sång: Alan Lancaster
3. "Is There a Better Way" (Lancaster/Rossi) - 4:27
  - Sång: Alan Lancaster
4. "In My Chair" (Rossi/Young) - 4:05
  - Sång: Francis Rossi

Sida två
1. "Little Lady/Most of the Time" (Parfitt//Rossi/Young) - 6:47
  - Sång: Rick Parfitt/Francis Rossi
2. "Forty Five Hundred Times" (Rossi/Parfitt) - 16:45
  - Sång: Rick Parfitt and Francis Rossi

Sida tre
1. "Roll Over Lay Down" (Coghlan/Lancaster/Parfitt/Rossi/Young) - 5:58
  - Sång: Francis Rossi
2. "Big Fat Mama" (Rossi/Parfitt) - 5:13
  - Sång: Rick Parfitt
3. "Caroline/Bye Bye Johnny" (Rossi/Young//Berry) - 12:51
  - Sång: Francis Rossi/Alan Lancaster

Sida fyra
1. "Rain" (Parfitt) - 4:33
  - Sång: Rick Parfitt
2. "Don't Waste My Time" (Rossi/Young) - 4:10
  - Sång: Francis Rossi
3. "Roadhouse Blues" (Doors) - 14:14
  - Sång: Alan Lancaster